# Lhotky (Malotice)
Lhotky je vesnice v okrese Kolín, je součástí obce Malotice. Nachází se dva kilometry jihozápadně od Malotic. Vesnicí protéká Malotický potok a prochází jí silnice II/334. Lhotky leží v katastrálním území Lhotky u Malotic o rozloze 4,07 km².

## Historie
První písemná zmínka o vesnici pochází z roku 1367.